# V375 Весов
V375 Весов (лат. V375 Librae) — двойная затменная переменная звезда типа Беты Лиры (EB) в созвездии Весов на расстоянии приблизительно 2323 световых лет (около 712 парсеков) от Солнца. Видимая звёздная величина звезды — от +11,05m до +10,65m. Орбитальный период — около 0,9179 суток (22,03 часов).

## Характеристики
Первый компонент — белая звезда спектрального класса A. Эффективная температура — около 7784 К.